# Alex Fong

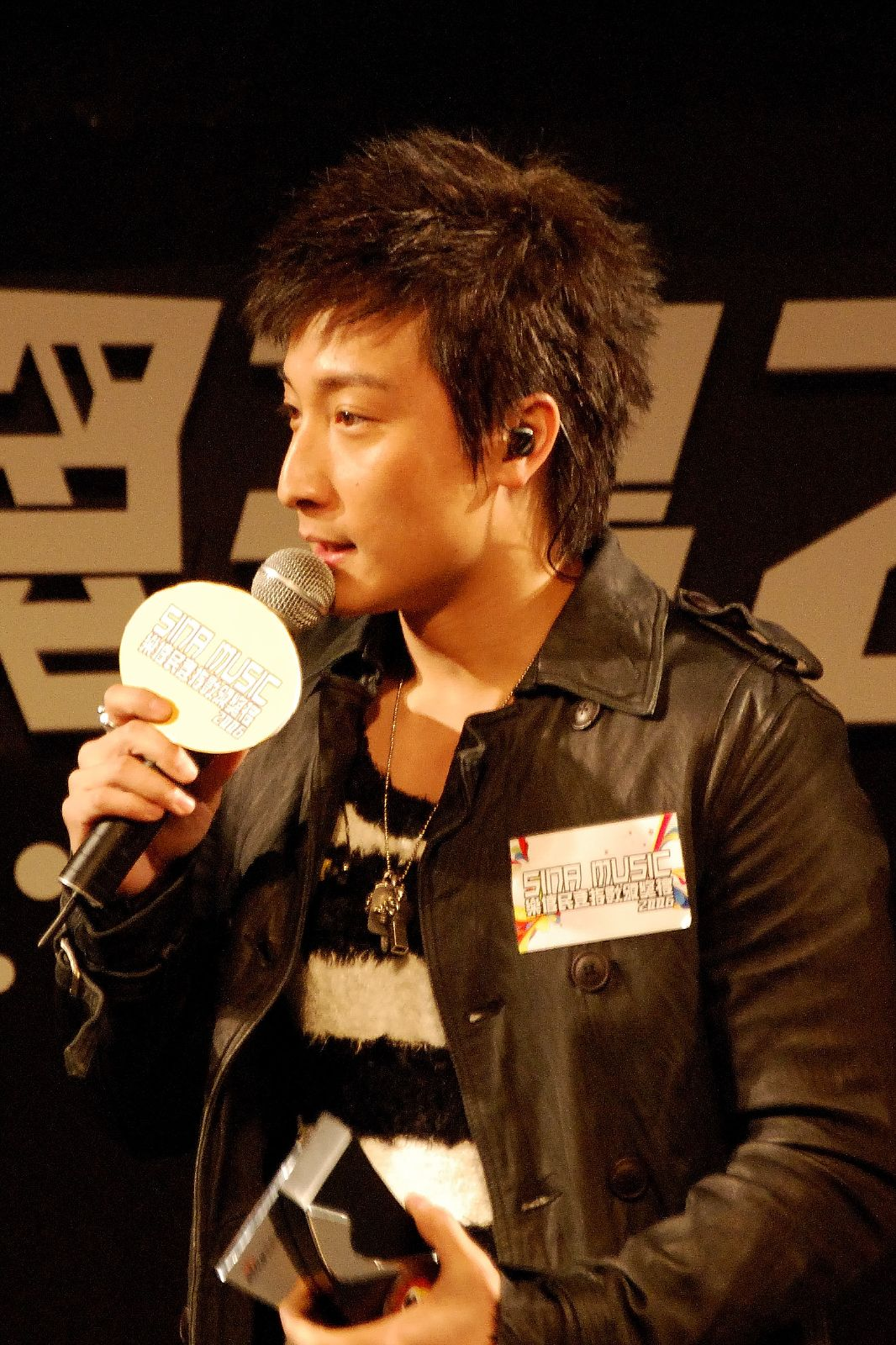
Alex Fong Lik-sun

Alex Fong (chinesisch 方力申, kantonesisch Fong Lik-sun; * 26. Februar 1980 in Hongkong) ist ein chinesischer Schwimmer, Schauspieler und Sänger.

## Leben
Fong ging bis zur 12. Klasse in die America Germantown Academy und ist professioneller Schwimmer. 2005 stellte er mehrere Rekorde für Hongkong auf, für das er seit seinem 11. Lebensjahr schwimmt. Im Jahr 2000 nahm er an den Olympischen Sommerspielen teil, wo er das Finale allerdings nicht erreichte.
2001 arbeitete er mit Stephy Tang, Sängerin der ehemaligen Pop-Gruppe Cookies, zusammen, mit der er drei Duette (好心好報, 好好戀愛 und 十・分愛) sang. Alle drei erhielten 2006 den Best Duet Gold Award bei den Jade Solid Gold.
Neben Musik und Schauspiel moderiert Alex Fong bei der TVB-Kochcomedy Beautiful Cooking gemeinsam mit Ronald Cheng und Edmond Leung. Fong hat einen Abschluss in Betriebswirtschaftslehre an der Universität Hongkong.

## Filmographie

### Filme
- 2002: Feel 100% (百分百感覺)
- 2002: Give Me a Chance
- 2003: My Lucky Star
- 2003: Sound of Colors (地下鐵)
- 2004: Elixir of Love
- 2004: Love on the Rocks (恋情告急)
- 2004: Astonishing
- 2004: Super Model
- 2006: McDull, the Alumni (春田花花同學會)
- 2006: Marriage with a Fool (獨家試愛)
- 2006: I’ll Call You (得閑飲茶)
- 2006: Dating a Vampire (愛上尸新娘)
- 2006: Love at First Note (戀愛初歌)
- 2007: Love is Not All Around (十分愛)
- 2007: Wonderful Life
- 2008: L for Love ♥ L for Lies

### TV-Serien
- 2005: My Family (甜孫爺爺)
- 2007: Beautiful Cooking

## Diskographie
- 2001: Alex Fong
- 2002: One Anniversary
- 2003: True
- 2004: Never Walk Alone
- 2005: Be Good
- 2006: The Lost Tapes: Alex Fong Lik-sun
- 2006: Love @ First Note
- 2007: In Your Distant Vicinity